# Aletta Jacobs: Het hoogste streven

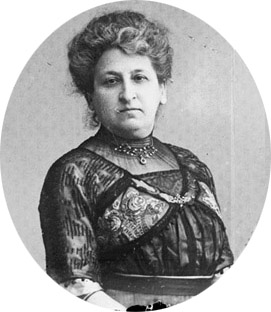
Aletta Jacobs

Aletta Jacobs: Het Hoogste Streven is een Nederlandse zwart-witfilm uit 1995.
Het docudrama vertelt het verhaal van Nederlands eerste vrouwelijke student en arts, een feministe in hart en nieren, voorvechtster van vrouwenkiesrecht en geboortebeperking. Aletta Jacobs wordt gespeeld door Luutgard Willems, en Hans Kesting heeft de rol van C.V. Gerritsen.
Regisseur Nouchka van Brakel wilde geen historische film maken. 'Ik ga uit van haar biografie, maar heb me wel enige vrijheden veroorloofd.' In de film treedt de regisseur zelf op als interviewster om met criticasters en intimi van Jacobs tijdgenoten te spreken.
De film was het resultaat van een initiatief van Stichting Aletta Jacobs, die speciaal voor dit doel was opgericht. De première vond plaats in Sappemeer, de geboorteplaats van Aletta Jacobs.
De film trok slechts 4110 betalende bezoekers.

## Rolverdeling
| Acteur                    | Personage                   |
| ------------------------- | --------------------------- |
| Luutgard Willems          | Aletta Jacobs               |
| Hans Kesting              | C.V. Gerritsen              |
| Max Arian                 | Vader Jacobs                |
| Catherine ten Bruggencate | Moeder Jacobs               |
| Truus te Selle            | Mademoiselle                |
| Edwin de Vries            | Professor Rosenstein        |
| Sacha Bulthuis            | Jeanette Broese van Groenou |
| Anne Martien Lousberg     | Meretrix                    |
| Monic Hendrickx           | Amsterdamse meretrix        |
| Hilt de Vos               | Belgische feministe         |
| Krijn ter Braak           | hoogleraar                  |
| Rijkent Vleeshouwer       | hoogleraar                  |
| Albert van Ham            | hoogleraar                  |
| Wigbolt Kruijver          | huwelijksbeambte            |
| Juul Vrijdag              | kiesvrouw                   |